# The Calamari Wrestler
Pour plus de détails, voir Fiche technique et Distribution.
The Calamari Wrestler (いかレスラー, Ika resuraa) est un film japonais réalisé par Minoru Kawasaki, sorti en 2004.

## Synopsis
Un catcheur professionnel gravement malade devient un calmar géant. Ainsi transformé, il fait son retour sur le ring.

## Fiche technique
- Titre : The Calamari Wrestler
- Titre original : いかレスラー (Ika resuraa)
- Réalisation : Minoru Kawasaki
- Scénario : Minoru Kawasaki et Masakazu Migita
- Production : Shuntarō Kanai
- Société de production : Imagica Corp.
- Société de distribution : The Klockworx (Japon), WE Productions (France, vidéo)
- Pays :  Japon
- Genre : Comédie
- Durée : 95 minutes
- Dates de sortie : 
  - Canada : 30 juillet 2004 (FanTasia)
  - France : 1er septembre 2006 (DVD)

## Distribution
- Osamu Nishimura : la calamar catcheur
- Akira Nogami : la pieuvre catcheuse
- Miho Shiraishi : la sœur
- Yoshihiro Takayama : lui-même

## Accueil
Jeannett Catsoulis pour The New York Times décrit le film comme grotesque et bizarre mais aussi cohérent et charmant.